# Riksu
Koordinaten: 58° 12′ N, 22° 5′ O
Riksu (deutsch Rikso) ist ein Dorf (estnisch küla) auf der größten estnischen Insel Saaremaa. Es gehört zur Landgemeinde Saaremaa (bis 2017: Landgemeinde Lääne-Saare) im Kreis Saare.

## Einwohnerschaft, Lage und Geschichte
Das Dorf hat 30 Einwohner (Stand 1. Januar 2016). Es liegt 23 Kilometer südwestlich der Inselhauptstadt Kuressaare.
Der Ort wurde erstmals 1645 urkundlich erwähnt. Er liegt am See Riksu järv, einer früheren Ostsee-Bucht. In den See mündet der 19,6 Kilometer lange Bach Riksu oja. Die Gegend ist vor allem als Brutgebiet für zahlreiche Vogelarten bekannt.

## Persönlichkeiten
In Riksu wurde der Fotograf und Schauspieler Mihkel Õnnis (1892–1983) geboren.